# Protéine de transfert des esters de cholestérol
La protéine de transfert des esters de cholestérol, abrégée en CETP (pour le terme anglophone Cholesterylester transfer protein) est une protéine facilitant les échanges de cholestérols estérifiés entre les différentes lipoprotéines. Son gène est le CETP porté par le chromosome 16 humain.

## Rôle
La CETP stimule le transfert dans les deux sens de l'ester de cholestérol entre VLDL et HDL dans le plasma. Elle facilite également le transfert des triglycérides et des phospholipides. C'est un élément important dans le transfert inverse du cholestérol et permet de réguler la concentration du HDL.

## Mutations du gène
les mutations inhibitrices du gène diminue le taux de triglycérides, celui du LDL cholestérol et augmente celui du HDL cholestérol résultant en une réduction du risque de maladies cardio-vasculaires.
D'autres mutations ont un effet inverse et sont corrélés à une augmentation du risque cardiaque.

## Inhibiteurs de la CETP
Les inhibiteurs de la CETP sont des médicaments hypolipémiants en cours de développement. Ils augmentent le taux de HDL, considéré comme du « bon cholestérol ».
Ils sont au nombre de quatre  : le torcetrapib, l'anacetrapib, le dalcetrapib et l'evacetrapib.
Le torcetrapib semble augmenter la mortalité et le taux de complications cardio-vasculaires, il a été interdit. Les raisons de ces effets délétères ne sont probablement pas liées à l'activité anti-CETP, le torcerapib augmentant la pression artérielle par un mécanisme qui lui est propre et modifiant la fonction endothéliale.
Le dalcetrapib augmente le taux de HDL cholestérol avec des arguments indirects pour une certaine efficacité sur l'athérome. Il ne semble pas provoquer l'excès de mortalité et de morbidité qui avait été retrouvé avec le torcetrapib mais l'absence d'efficacité démontrée sur le risque cardio-vasculaire a fait arrêter l'étude de phase III,.
L'evacetrapib a été testé lors de l'étude ACCELERATE présentée à l'ACC 2016 à Chicago, malgré une baisse de 37 % du LDL et une augmentation de 130 % du HDL, il a été neutre sur le critère primaire incluant décès CV, infarctus, AVC, hospitalisation pour angor instable ou revascularisation coronaire et l'étude a été stoppée prématurément pour futilité (p=0,85). (ACC2016 - d'après Nicholls SJ et al, late breaking clinical trials II)